# 黃大仙道
黃大仙道（英語：Wong Tai Sin Road）為香港黃大仙區的其中一條道路。
由於此道路於黃大仙祠附近，平日很多時均有旅遊巴駛入。

## 交界道路
- 沙田坳道
- 雅竹街
- 馬仔坑道

## 周邊設施
- 黃大仙祠
- 竹園南邨
- 黃大仙上邨
- 龍翔官立中學

## 未來發展
港鐵屯馬綫於本道路地下經過，但不會設有車站，只會設有緊急救援通道 。